# Jean-Claude Roques
Pour les articles homonymes, voir Roques.
Pas d'image ? Cliquez ici

a Compétitions nationales et continentales officielles uniquement.

b Matchs officiels uniquement.
Jean-Claude Roques, né le 19 mars 1943 à Brive-la-Gaillarde (France), est un joueur international français de rugby à XV, qui a joué au CA Brive au poste de demi d’ouverture.

## Biographie
Jean-Claude Roques joue en club avec le CA Brive durant toute sa carrière, de 1959 à 1977, disputant 247 matchs de Championnat de France.
Durant les années 1960, il utilise la passe au pied afin de varier l'attaque de son club. Il est alors considéré comme l'un des inventeurs de ce geste en France,.
Il dispute son premier match international avec l'équipe de France le 15 janvier 1966 contre l'équipe d'Écosse et le dernier contre l'équipe de Roumanie.

## Statistiques en équipe nationale
Jean-Claude Roques compte 4 capes avec l'équipe de France, la première le 15 janvier 1966 contre l'Écosse lors du Tournoi des Cinq Nations.
| Année | Compétition              | Matchs | Points | Essais | Transf. |
| ----- | ------------------------ | ------ | ------ | ------ | ------- |
| 1966  | Test matchs              | 2      | -      | -      | -       |
| 1966  | Tournoi des Cinq Nations | 2      | -      | -      | -       |
| Total | Total                    | 4      | -      | -      | -       |

## Palmarès
- Finaliste du Challenge Yves du Manoir en 1963 et 1974 avec le CA Brive.
- Finaliste du Championnat de France en1965, 1972 et 1975 avec le CA Brive.